# Иллюзия полёта
«Иллюзия полёта» (англ. Flightplan) — мистический психологический триллер 2005 года, третий полнометражный фильм режиссёра Роберта Швентке по сценарию Питера Даулинга и Билли Рэя. В фильме Джоди Фостер играет Кайли Прэтт, недавно овдовевшую американку — авиационного инженера, живущую в Берлине, которая возвращается в США со своей дочерью и телом мужа. Она теряет свою дочь во время полёта и должна изо всех сил пытаться найти её, одновременно доказывая, что она в здравом уме. В фильме также представлены Питер Сарсгаард, Эрика Кристенсен, Кейт Бихан, Грета Скакки, Шон Бин и Мэтт Бомер в его дебютном фильме.
Фильм вышел в прокат 23 сентября 2005 года и получил смешанные отзывы критиков, которые высоко оценили режиссуру, игру актёрского состава (особенно Фостер) и элементы триллера в фильме, но раскритиковали сценарий. Фильм имел большой коммерческий успех, собрав в мировом прокате более 223 миллионов долларов при бюджете в 55 миллионов долларов, и получил 2 номинации на 32-ю премию «Сатурн»: лучший приключенческий фильм или боевик и лучшая женская роль (за роль Фостер).

## Сюжет
После гибели мужа Кайли Прэтт (Джоди Фостер) с шестилетней дочерью Джулией (Марлин Лоустон) возвращается из Берлина в Нью-Йорк. Заснув на три часа, Кайли обнаруживает, что её дочь пропала. Поиски не приносят результатов. Ей говорят, что в пассажирском манифесте рейса Джулии нет. Никто из пассажиров не помнит шестилетнюю девочку. Посадочный талон и вещи девочки тоже пропали. Кайли убеждена, что её дочь похитили.
Командир самолёта Маркус Рич (Шон Бин) отвечает на мольбы Кайли, экипаж проводит повальный обыск, который также не приносит результатов. Но командир не разрешает обыскать грузовой отсек, опасаясь возможного сдвига груза из-за турбулентности. Экипаж начинает подозревать, что после гибели мужа Кайли просто вообразила, что её дочь была с ней. Находящийся на борту воздушный маршал Джин Карсон (Питер Сарсгаард) по просьбе командира не спускает с Кайли глаз.
С земли приходит сообщение, что Джулия погибла вместе с мужем Кайли. Командир приказывает ей оставаться на своём месте. Однако Кайли не верит никому и убегает из-под опеки Карсона. Через люк туалета она проникает в технический отсек и, вырубив свет, добирается до багажного отсека и обыскивает его, но там её задерживает Карсон.
Карсон заявляет командиру, что сообщники Кайли заминировали самолёт, и передаёт её «требования»: перевести $50 000 000 в ватиканский банк и предоставить ей самолёт с полным баком. Старшая стюардесса Стефани тоже участвует в заговоре — она передавала ложные сообщения с земли. Карсон украл девочку и спрятал её, сделав ей укол. После экстренной посадки самолёта они планируют уничтожить Джулию, взорвав пластиковую взрывчатку возле неё, и оставить Кайли на самолёте мёртвой с детонатором в руке. Карсон говорит Кайли, что после посадки полиция обыщет весь самолёт, допросит экипаж и пассажиров.
После вынужденной посадки в Лабрадоре, Канада, пассажиры и экипаж эвакуируются. Кайли требует извинений у командира, но он заявляет, что её требования выполнены и нет смысла продолжать комедию. Кайли раскрывает преступный замысел, приказывает Карсону остаться в самолёте и отдать свой пистолет командиру. Карсон угрожает Кайли взорвать её дочь.
Оставшись в самолёте, Кайли оглушает Карсона огнетушителем, прицепляет его наручниками к перилам и забирает у него детонатор. Придя в себя, злодей освобождается, разбив наручники выстрелом из второго пистолета. Кайли запирается в кабине пилотов. Ей удаётся обмануть Карсона, бросив на потолок тяжёлый предмет, Карсон думает, что она залезла наверх, и проводит там обыск. Кайли натыкается на Стефани и понимает, что её дочь находится в носовой части самолёта (именно там «обыскивала» Стефани). Нокаутировав стюардессу, Кайли направляется в передний отсек. Придя в себя, Стефани решает оставить Карсона и убегает из самолёта.
Карсон обнаруживает обман Кайли и бежит в передний отсек, но Кайли его опережает, находит свою спящую дочь и переносит её в укромное место. Зайдя в отсек, Карсон обнаруживает, что девочки на месте нет, а Кайли убегает через небольшой люк с детонатором в руке. Карсон спрашивает: «Ты что, всех нас взорвать собираешься?» Закрывая люк, Кайли спокойно отвечает: «Нет, только тебя». Нажав кнопку, Кайли активирует взрывчатку, убивая Карсона и разрушая переднюю часть самолёта.
Кайли с Джулией на руках выбирается из обломков через грузовой люк. Все пассажиры, члены экипажа и агенты ФБР с удивлением смотрят на «сумасшедшую» женщину с ребёнком. На следующее утро капитан приносит Кайли извинения, а пассажиры смотрят на неё виновато. Кайли и Джулию подбирает машина, и ей помогает погрузить багаж человек арабской внешности, которого она ранее обвиняла в похищении Джулии.

## В ролях
| Актёр            | Роль               |
| ---------------- | ------------------ |
| Джоди Фостер     | Кайли Прэтт        |
| Питер Сарсгаард  | Джин Карсон        |
| Шон Бин          | капитан Маркус Рич |
| Кейт Бихан       | Стефани            |
| Майкл Ирби       | Обэйд              |
| Ассаф Коен       | Ахмед              |
| Эрика Кристенсен | стюардесса Фиона   |
| Грета Скакки     | терапевт           |
| Марлин Лоустон   | Джулия             |
| Мэтт Бомер       | Эрик Стюарт        |